# (24695) Štyrský
(24695) Štyrský ist ein Asteroid des mittleren Hauptgürtels. Der Himmelskörper wurde am 16. September 1990 von dem tschechischen Astronomen Antonín Mrkos am Kleť-Observatorium (IAU-Code 046) bei Český Krumlov entdeckt. Sichtungen des Asteroiden hatte es vorher schon am 6. November 1986 unter der vorläufigen Bezeichnung 1986 VF6 an der Anderson Mesa Station des Lowell-Observatoriums im Coconino County, Arizona gegeben.
Der mittlere Durchmesser des Asteroiden wurde mithilfe des Wide-Field Infrared Survey Explorers (WISE) grob mit 2,839 (±0,425) km berechnet, die Albedo ebenfalls grob mit 0,305 (±0,112). Mit 0,3308 hat seine Umlaufbahn um die Sonne eine hohe Exzentrizität.
(24695) Štyrský wurde am 14. November 2016 nach dem tschechischen Maler, Fotografen, Grafiker, Dichter, Vertreter des Surrealismus und Kunsttheoretiker Jindřich Štyrský (1899–1942) benannt.